# Adriaen van Ostade
Adriaen van Ostade (gedoopt Haarlem, 10 december 1610 - aldaar, 28 april 1685) is een van de belangrijkste Nederlandse schilders van de Gouden Eeuw. Naast schilder was hij graveur en tekenaar. Van Ostade wordt gerekend tot de Hollandse School.

## Leven en werk
Adriaen van Ostade was de oudste zoon van Jan Hendricx Ostade, die uit het gehucht Ostade in het huidige Asten kwam. Zowel Adriaen als zijn broer Isaac namen de naam "Van Ostade" aan toen ze schilder werden. Van Ostade trouwde in 1638. Zijn vrouw overleed al in 1640, waarna hij hertrouwde. In 1666 werd hij opnieuw weduwnaar. 
Hij werkte in Haarlem, in de Gouden Eeuw een van de belangrijkste en welvarendste steden van Holland. De bloei en de vrijheid van de stad trok Vlaamse en Hollandse schilders aan, wat de positie als kunststad versterkte.

## Ontwikkeling

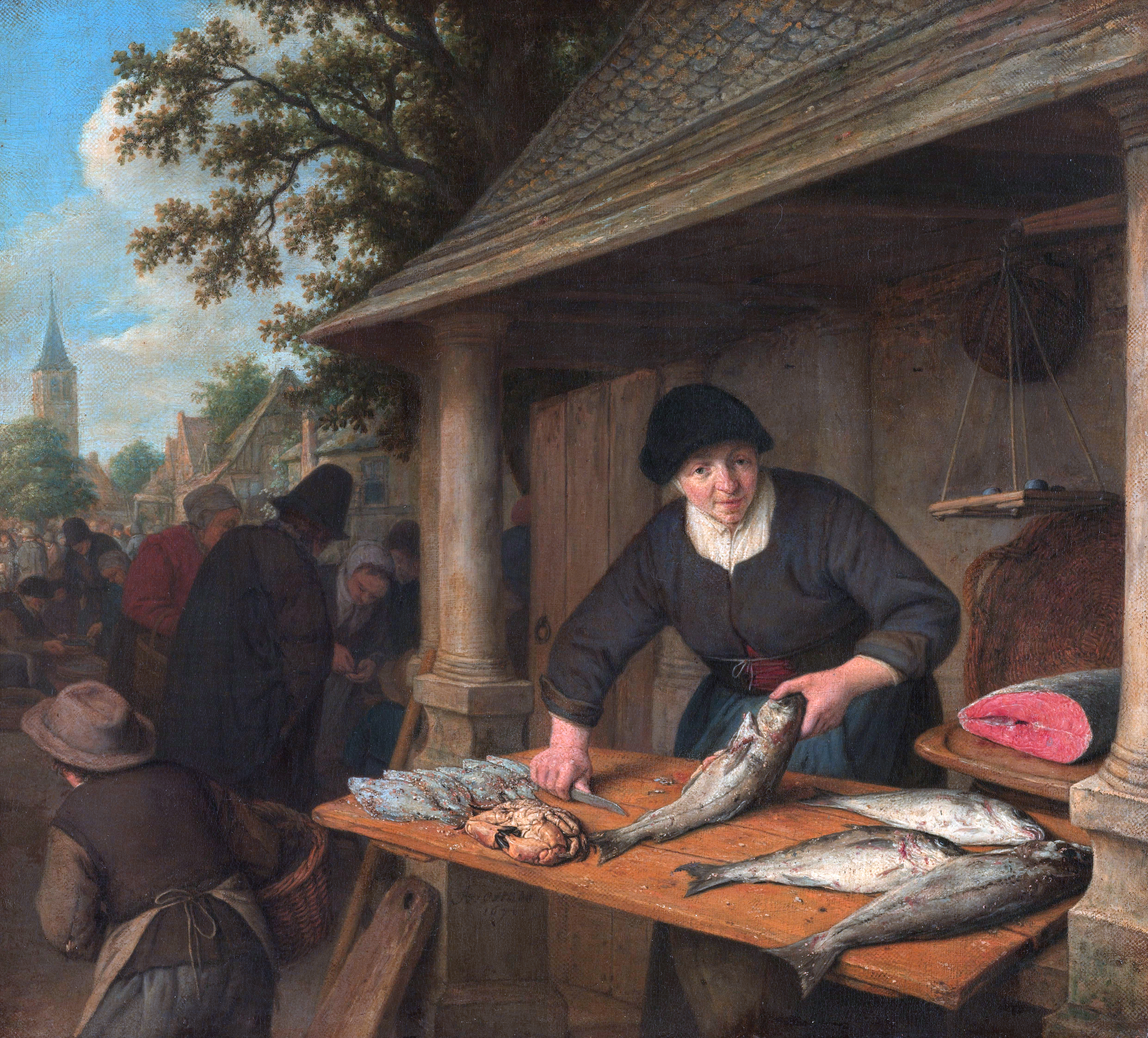
De visvrouw, 1672, Rijksmuseum

Volgens Houbraken kreeg Adriaen van Ostade les van Frans Hals, tegelijkertijd met Adriaen Brouwer. Van Ostade schilderde voornamelijk de arme laag van de bevolking. Hij portretteerde de boeren en dorpelingen bij voorkeur vrolijk dansend, feestvierend en vechtend en wekte daarmee in zijn tijd tegelijkertijd bewondering en afschuw op. Van Ostade ontleende dit thema aan de schrijvers van die tijd zoals Bredero, aan Pieter Bruegel, die een voorbeeld voor hem was, en aan zijn directe omgeving.  Daarbij combineerde hij de rauwe, realistische traditie van Bruegel met de uitbundige stijl van Frans Hals: met name in de beginjaren bevatten zijn schilderijen een palet aan kleine, lelijke karikaturen, die zich in vodden te goed doen aan alcohol en tabak.
Van meet af aan waren de doeken van Van Ostade vrolijk en schilderde hij regelmatig karikaturen om de spot te drijven met het uitbundige leven van de boeren en dorpelingen. Het clair-obscur was toen een tendens, met Rembrandt als grote uitblinker. Van Ostade experimenteerde met sterke licht-donker contrasten, zoals te zien is in zijn Boerenfeest uit de jaren 1630. De felle belichting van de hoofdgroep, de schaars verlichte ruimte en de donkere voorwerpen op de voorgrond (het repoussoir) zijn kenmerkend voor die periode. Van Ostade gebruikte in de eerste jaren vooral veel grijze en bruine tinten in zijn doeken, zuinig aangevuld met bleekrood, paars en blauw.
Na 1640 werden zijn composities rustiger en de lichtwerking warmer. De schilderijen tonen meer respect voor het onderwerp. De boeren en dorpelingen drinken en dansen nog wel, maar niet karikaturaal. In stijl lijkt Van Ostade in deze periode beïnvloed te zijn door Rembrandt. Soms neemt hij zelfs een onderwerp over, zoals de Aankondiging aan de herders (1640). Hij schildert in die tijd ook enkele landschappen die aansluiten bij de monochrome stijl van Haarlem. Maar landschappen wekken duidelijk geen passie op bij Van Ostade.
Na 1650 kende Van Ostade weer een stijlwisseling: hij kreeg een drang naar perfectie. Van Ostade is een begaafd sfeerschilder (tonalist) en compositieschilder, die zijn vergaande gedetailleerdheid laat samengaan met een sterk gevoel voor ruimte en licht. De kleuren blijven terughoudend: grijzen, blauwgrijzen en bruinen. Hij creëert dieptewerking door figuren in de achtergrond steeds iets valer van tint te schilderen. Het doek Een schilder in zijn atelier (1663) is wat lichtbehandeling betreft een van zijn meest gevoelige schilderijen uit die periode, dat bovendien een goede indruk geeft van de habitat van de zeventiende-eeuwse schilder: de kunstenaar aan zijn ezel, naast hem op de bank de flessen met olie en terpentijn, bakjes, schaaltjes en penselen. Op de achtergrond is de leerling verf aan het wrijven. Het armoedige uiterlijk had geen betrekking op Van Ostades atelier: al bij leven was hij dankzij de verkoop van zijn schilderijen een vermogend man. Op het eind van zijn leven verlegt Van Ostade zijn aandacht naar het produceren van gravures (wat een lucratieve handel was) en worden zijn doeken vlakker.

## Leermeester en rivalen

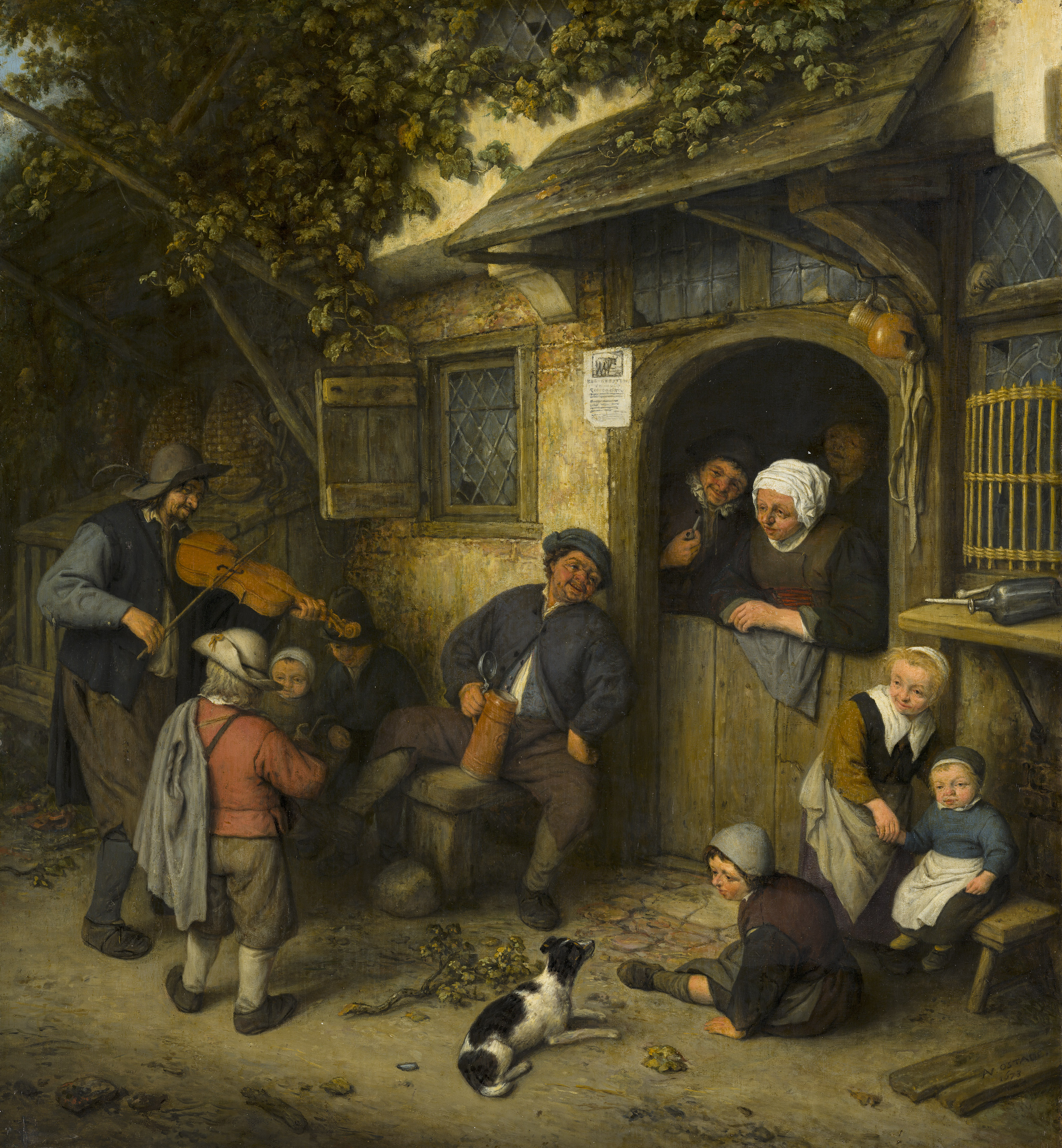
De vioolspeler, 1673, Mauritshuis

Van Ostade verschilt in zijn onderwerpkeuze sterk van zijn leermeester Frans Hals en diens rivaal Rembrandt, die bij voorkeur regenten, adel en grootse, meeslepende Bijbelverhalen schilderden. Andere belangrijke rivalen zoals de beroemde Antwerpse schilders David Teniers de Jonge en Adriaen Brouwer kozen net als Van Ostade voor de arme laag van de bevolking, maar deden dit in een andere stijl (Teniers) of misten de diepgang van Van Ostade (Brouwer). Teniers schetste een onrealistisch romantisch beeld van de hardwerkende en weinig verdienende boeren en dorpelingen. Zijn doeken waren overgoten met zonlicht, toonden goudomlijste korenvelden en welvarende mensen. Eén verklaring is dat het Brabant waar Teniers werkte, minder getroffen was door de Tachtigjarige Oorlog en dat de zaken hier voorspoediger gingen. Een andere, meer waarschijnlijke verklaring, is dat Teniers´ klanten een voorkeur hadden voor romantische werkjes met mooie mensen.
Een ander verschil met Teniers is de aard van het werk: Teniers koos voor een serieus penseel terwijl Van Ostades werk vrolijk is alsof hij wil zeggen: ieder mens vindt geluk. Adriaen Brouwer bediende zich ook van deze vrolijke stijl. Hij is waarschijnlijk, net als Van Ostade, leerling geweest van Frans Hals en werd net als Van Ostade beïnvloed door het uitbundige penseel van zijn leermeester. Ook wisselde Brouwer, na zijn komst te Haarlem, zijn lichte stijl met veel heldere kleuren in voor een donker en meer sober kleurengamma, waarbij grijzen en bruinen overheersen. De rol van Brouwer is lastig te bepalen omdat zijn werken niet gedateerd zijn en er weinig bekend is over zijn leven. Verhalen over hem zijn onbetrouwbaar en hoogst ongeloofwaardig.

## Artistieke erfenis
Van Ostade heeft op zijn beurt weer veel beroemde en geslaagde leerlingen gehad, van wie Jan Steen het meest bekend is. Het werk van Van Ostade is wereldwijd te bewonderen in bekende kunstmusea zoals the National Gallery in Londen, het Rijksmuseum Amsterdam, het Mauritshuis, de Hermitage, het Louvre en het Metropolitan Museum. Volgens schattingen heeft Van Ostade ongeveer 800 werken geschilderd.
- Auckland Art Gallery Toi o Tāmaki: 331
- Biblioteca Nacional de España: XX1058652
- Bibliothèque nationale de France: cb135243897 (data)
- Biografisch Portaal: 88457526
- Digitale Bibliotheek voor de Nederlandse Letteren: osta005
- Gemeinsame Normdatei: 118590421
- International Standard Name Identifier: 0000 0000 8103 689X
- KulturNav: 7730f331-bbd8-488b-83c6-2db24bd98dec
- Library of Congress Control Number: n82074193
- Nationale Bibliotheek van Letland: 000249630
- National Gallery of Victoria: 3624
- Nationale Bibliotheek van Tsjechië: xx0077226
- Nationale Bibliotheek van Israël: 987007507790805171
- Nationale Bibliotheek van Polen: a0000002295689
- Nederlandse Thesaurus van Auteursnamen: 068713401
- RKD-Nederlands Instituut voor Kunstgeschiedenis: 61082
- SNAC: w6v42c8v
- Système universitaire de documentation: 067026516
- Museum of New Zealand Te Papa Tongarewa: 1743
- Union List of Artist Names: 500021654
- Virtual International Authority File: 24760273
- WorldCat: E39PBJht8gRvdrYHYpQGhF7GpP